# 1328 Devota
1328 Devota (1925 UA) là một tiểu hành tinh nằm phía ngoài của vành đai chính được phát hiện ngày 21 tháng 10 năm 1925 bởi Jekhovsky, B. ở Algiers.